# 常磐村 (香川県)
常磐村（ときわむら）は、かつて香川県にあった村。

## 沿革
- 1890年（明治23年）2月15日 - 町村制施行により豊田郡植田村、流岡村、村黒村、出作村が合併し、常磐村が発足。
- 1899年（明治32年）3月16日 - 郡の統合により三豊郡に所属。
- 1955年（昭和30年）1月1日 - 三豊郡観音寺町、高室村、柞田村と合併して観音寺市を新設して消滅。

## 経済
農業
『大日本篤農家名鑑』によれば、常磐村の篤農家は「横山岩吉、馬淵勘四郎、福田政吉、安藤廉之助」などである。